# Matthias Schweighöfer
Matthias Schweighöfer (ur. 11 marca 1981 w Anklam) – niemiecki aktor, reżyser, producent filmowy i telewizyjny, piosenkarz. Laureat nagrody Bambi (2007).

## Wybrana filmografia

### Filmy fabularne
- 2002: www.strach jako Dieter Schrader
- 2007: Walkiria jako porucznik Herber
- 2008: Czerwony baron (Der Rote Baron) jako Manfred von Richthofen
- 2012: Russendisko jako Wladimir Kaminer
- 2021: Armia umarłych (Army of the Dead) jako Ludwig Dieter
- 2021: Armia złodziei (Army of Thieves) jako Ludwig Dieter
- 2023: Oppenheimer (Oppenheimer) jako Werner Heisenberg

### Seriale TV
- 2001: Tatort: Gewaltfieber jako Jacky Bräutigam
- 2001: Telefon 110 (Polizeiruf 110: Zerstörte Träume) jako Daniel Cross
- 2010: Tatort: Weil sie böse sind jako Balthasar Staupen